# Joaquim Romero Magalhães
Joaquim Romero Magalhães GCIH (Loulé, Algarve, 18 de Abril 1942 - Coimbra, 24 de Dezembro de 2018) foi um professor, deputado e historiador português.

## Biografia

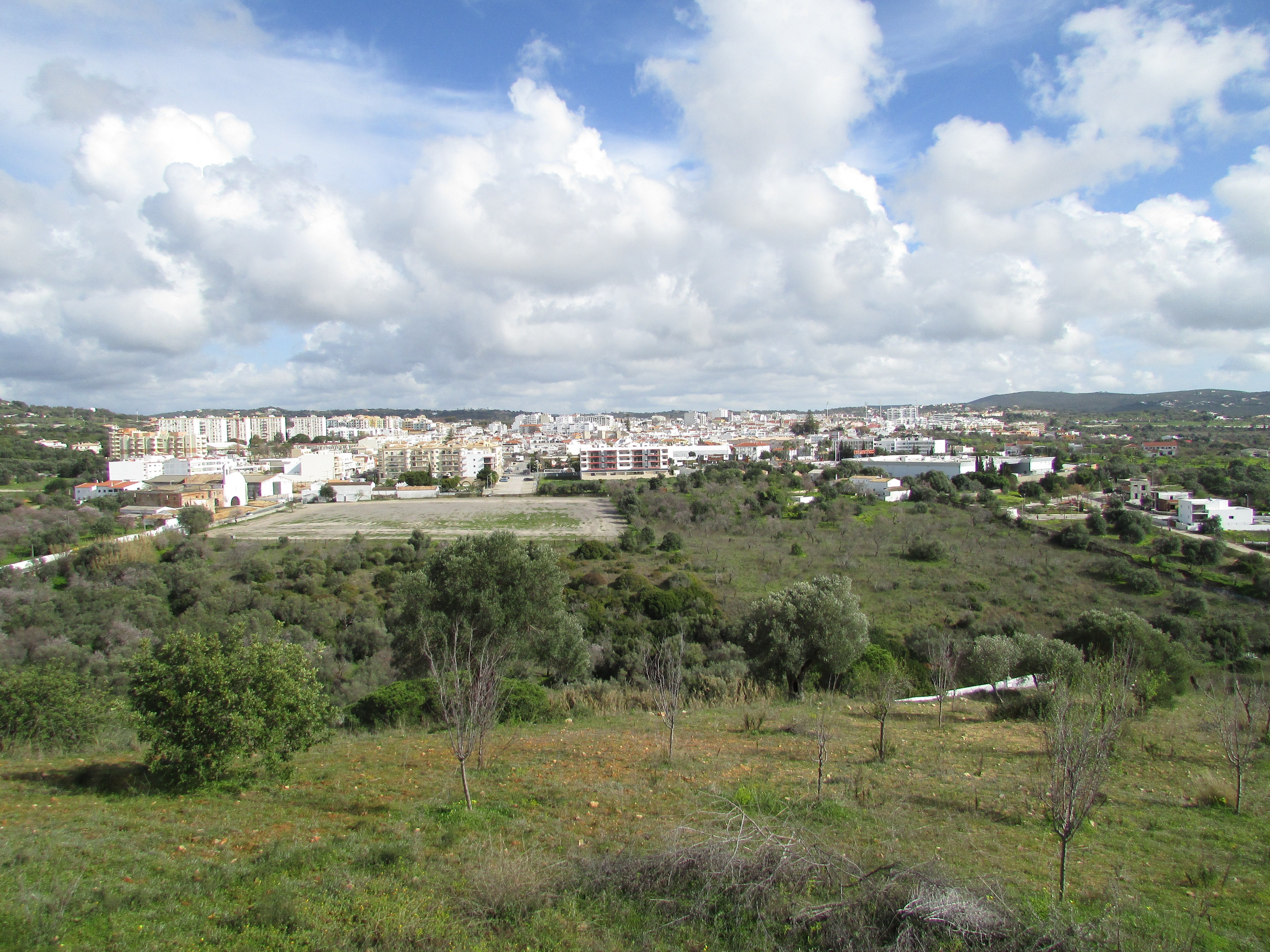
Cidade de Loulé, no Algarve.

### Nascimento e formação
Joaquim Romero Magalhães nasceu em Loulé, no Algarve, em 18 de Abril de 1942. Depois de ter concluído os estudos secundários no Liceu Nacional de Faro, veio para Coimbra em 1959, onde entrou na Universidade. Esteve primeiro no curso de Direito, tendo no ano seguinte passado para o estudo da História.
Quando esteve em Coimbra, integrou-se nos movimentos de associativismo académico, tendo feito parte da geração que se tornou num dos focos de resistência ao regime ditatorial do Estado Novo, depois do governo ter suprimido a Crise académica de 1962. Fez parte da República do Prakistão, e presidiu ao Teatro dos Estudantes da Universidade de Coimbra em 1963, e à Associação Académica de Coimbra em 1964. Licenciou-se em 1967, com uma tese inovadora sobre a economia do Algarve, que foi publicada em 1970 pela editora Cosmos com o título Para o estudo de Algarve económico durante o século XVI. Em 1971, foi diplomado como professor do ensino liceal.
Fez o doutoramento em 1984, e recebeu o título de agregado em 1993.

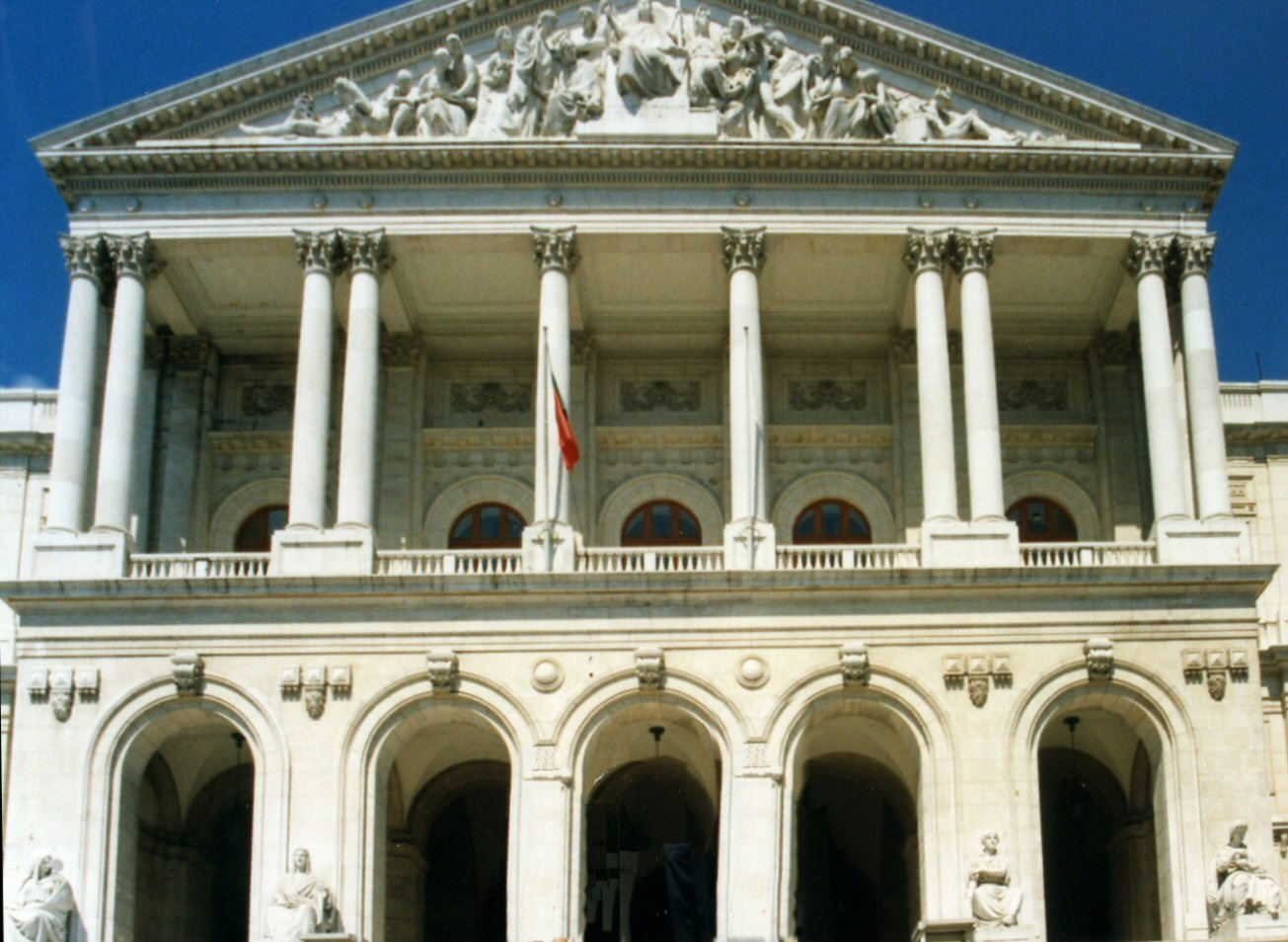
Fachada principal do Palácio de São Bento, onde esteve a Assembleia Constituinte.

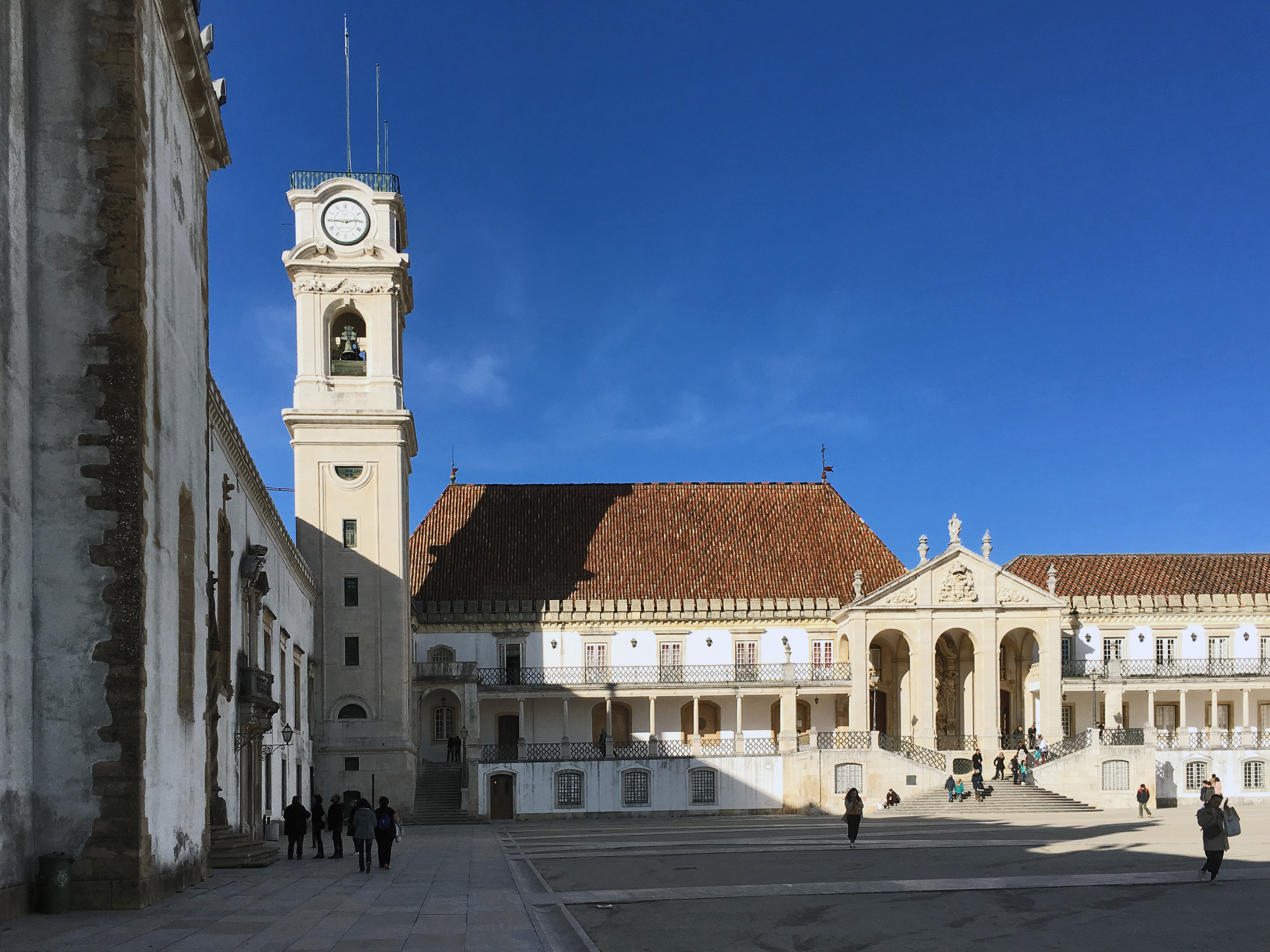
Universidade de Coimbra

### Carreira profissional e política
Após a sua formação, Joaquim Romero Magalhães exerceu como professor no ensino secundário, e em 1973 começou a ensinar na Faculdade de Economia da Universidade de Coimbra.
Após a Revolução de 25 de Abril de 1974, que restaurou a democracia em Portugal, foi necessário reformular a composição do governo, num processo que modificou profundamente a sociedade nacional. Neste âmbito, Joaquim Romero Magalhães foi eleito entre 1975 e 1976 como deputado da Assembleia Constituinte, que participou na elaboração da nova constituição portuguesa. Entre 1976 e 1978, ocupou a posição de secretário de estado da Orientação Pedagógica.
Foi um dos principais defensores da fundação da Universidade do Algarve, na qual colaborou desde os seus primeiros anos, tendo por exemplo feito parte dos júris de doutoramento para qualificar a equipa docente. Desta forma, estabeleceu fortes relações com alguns dos professores da universidade, incluindo José Carlos Vilhena Mesquita e António Rosa Mendes, tendo discursado na sessão de homenagem quando este último faleceu, em 2013. Participou no ciclo de seminários Portugal Mediterrâneo, o Algarve no contexto português, entre 1982 e 1983, que procuravam melhorar as condições dos emigrantes portugueses que estavam de férias na região do Algarve.
Fez parte da direcção da Faculdade de Economia da Universidade de Coimbra entre 1985 e 1999, incluindo o cargo de presidente do Conselho Directivo e do Conselho Científico. Tornou-se professor catedrático em 1993, e catedrático jubilado em 18 de Abril de 2012, tendo dado a sua última aula, de forma simbólica, nesse dia, na Faculdade de Economia da Universidade de Coimbra.
Em 1986 tornou-se presidente da Assembleia Municipal de Coimbra, posição que exerceu até 1998.
Em 1999, foi nomeado como comissário-geral da Comissão Nacional para as Comemorações dos Descobrimentos Portugueses, posição na qual permaneceu até 2002. Fez parte da Comissão Consultiva das Comemorações do Centenário da República de 2009 a 2011.
Exerceu como professor convidado da École des Hautes Études en Sciences Sociales de Paris entre 1989 e 1999, da Universidade de São Paulo entre 1991 e 1997, e da Universidade de Yale em 2003.
Também foi historiador, tendo estudado principalmente a história económica do Algarve, nos Séculos XVI a XVIII. Em 1993, colaborou no terceiro volume da série História de Portugal de José Mattoso, entre 1999 e 2001 foi director da revista Oceanos, e em 2009 publicou a obra Vem aí a República! 1906-1910. Em 2001 tornou-se sócio correspondente do Instituto Histórico e Geográfico Brasileiro. Desde 2009 que exercia a posição de curador dos Anais de Faro, sendo director da revista com o mesmo nome. Em conjunto com o historiador Manuel Viegas Guerreiro, foi responsável pela publicação de duas obras com descrições do Algarve no Século XVI, a Corografia do Reino do Algarve, escrita em 1577 por Frei João de São José, e História do Reino do Algarve, elaborada por Henrique Fernandes Sarrão cerca de 1600.

### Falecimento
Durante o Verão de 2018, já tinha mostrado sinais de doença, tendo sido internado, embora tivesse melhorado nos meses seguintes. Faleceu em 24 de Dezembro de 2018, na sua habitação em Coimbra, aos 76 anos de idade. Após o seu falecimento, a Universidade do Algarve emitiu uma nota de pesar, e decretou três dias de luto académico.

## Homenagens
Devido ao seu trabalho no campo da diplomacia, Joaquim Romero Magalhães recebeu seis condecorações, cinco destas do governo brasileiro, e uma portuguesa. Foi homenageado com a Grã-Cruz da Ordem do Infante D. Henrique, em 5 de Outubro de 2002.
Em Março de 2016 foi nomeado como Deputado Honorário à Assembleia da República, no âmbito das comemorações dos 40 anos da aprovação da Constituição da República Portuguesa. Numa cerimónia realizada em 12 de Dezembro de 2018, recebeu o título de Doutor Honoris Causa da Universidade do Algarve.